# Taylor Wane
Pour les articles homonymes, voir Wane.
Taylor Wane, née le 27 août 1968 à Gateshead en Angleterre, est une actrice et réalisatrice de films pornographiques britannique.

## Biographie
Enfant, Taylor aspirait à devenir institutrice.  Avec le soutien de sa mère, elle s'inscrit à un concours de beauté lorsqu'elle était à l'université. Elle gagna ce concours et décida alors d'entreprendre une carrière dans le mannequinat, signe avec une agence et travaille entre autres avec Ellen von Unwerth.
Ensuite elle part à Los Angeles et rentre dans l'industrie du X. Elle dirige actuellement sa propre société de production, Taylor Wane Entertainment.
Taylor apparaît aussi dans des clips, notamment pour les artistes Danzig, Game Related ou encore Gene Simmons. De plus, elle pose sur une jaquette de CD du groupe The Nobodys, album qui contient également une chanson (intitulée Perfect) que le groupe a écrit pour elle. En 2003, elle est danseuse sur la tournée American Bad Ass tour de Kid Rock.
Son pseudonyme le plus utilisé, Taylor Wane, est une référence à Taylor Dayne, une artiste faisant de la musique Dance et auteur de plusieurs tubes dans les années 1980 et 1990. Un de ses autres noms de scène, Farran Heights, est un jeu de mots avec Fahrenheit.
Elle fait partie de l'AVN Hall of Fame et joue dans les styles MILF.
À côté de ces films, elle s'est produite dans plusieurs séries télévisées ou des talk shows, dont 60 Minutes et The Jerry Springer Show.
Elle apparaît dans My Bare Lady, Gene Simmons Family Jewels, Le Journal intime d'un homme marié…

## Magazines
Elle commença à poser dans les magazines de charme en 1989. On peut la voir notamment dans ces magazines : Club International, Genesis, Busty Beauties, Swank, Gent, Dcup, ou encore Nuggett.
En 1994, Penthouse la désigna Pet of the month du mois de juin. Elle est également apparue à de nombreuses reprises dans l'édition britannique de Penthouse.
Pendant 5 ans, Taylor fut chroniqueuse permanente dans le magazine Swank. Elle a aussi écrit des articles pour le magazine LIPS et Erotic Film Guide. En outre, elle écrit des articles ou donne des interviews publiés dans les tabloïds ou la presse féminine britannique tels que The Independent, The Sun, The News of the World…

## Filmographie sélective
Depuis 1990, Taylor est apparue dans plus de 250 films, dont : 
- Cougars of Boobsville (2010)
- Busted (2010)
- I Came in Your Mom 3 (2010)
- Big Tit Mother Fuckers (2010)
- Mommy Got Boobs 9 (2010)
- A MILF's Tale (2010)
- Lex the Impaler 5 (2010)
- The Breastford Wives (2007)
- Assturbators (2004)
- Voluptuous Vixens (2004)
- Giant Jugs (2003)
- More Than a Handful 10 (2001)
- Wild Wild Chest 3 (1996)
- Bachelorette Party 2 (1995)
- The Blonde and the Beautiful (1993)
- Riviera Heat (1993)
- Flashpoint (1992)
- Ladies Loving Ladies Loving Ladies Part 2 (1992)
- Principles of Lust (1992)
- Sexcalibur (1992)
- X-Rated Blondes (1992)
- Dial 666 for Lust (1991)
- Lethal Woman (1991)
- X Factor: The Next Generation (1991)
- Bazooka County 3 (1990)
- Leather and Lace Revisited (1990)
- Amazing Sex Stories (1986)

## Récompenses
- 1992 : AVN Award – Best Couples Sex Scene - Film – X Factor - The Next Generation
- AVN Hall of Fame
- 1994 : Penthouse Pet of the Month de juin